# Felix De Roy
Pour les articles homonymes, voir De Roy.
Félix De Roy, né à Anvers le 25 juillet 1883 et mort le 15 mai 1942, est un journaliste belge. Il a été entre 1926 et 1940 le rédacteur en chef du quotidien libéral francophone d'Anvers Le Matin, disparu en 1974. Il avait été auparavant journaliste à La Métropole, à l'Action Nationale et au Neptune.
Il était surtout passionné d'astronomie et fut président de la Société d'Astronomie d'Anvers. Il était en contact régulier avec l'Observatoire royal à Uccle et avait construit un télescope qu'il avait installé dans le jardin de son domicile d'Oude-God (« Vieux-Dieu »), à Mortsel.
L'université d'Utrecht lui décerna en 1936 le titre de docteur honoris causa ès sciences physiques et mathématiques. Sa contribution la plus importante est due à environ 90 000 observations visuelles d'étoiles variables.
Fin de l'hiver 1941-1942, il contracta une pneumonie qui, faute d'antibiotiques, lui fut fatale le 15 mai 1942.